# Allanblackia
Allanblackia es un género de plantas con flor en la familia Clusiaceae. Es originario de África tropical.

## Taxonomía
El género fue descrito por Oliv. ex Benth. y publicado en Genera Plantarum 1: 980. 1867. La especie tipo es: Allanblackia floribunda

## Especies
- Allanblackia floribunda
- Allanblackia gabonensis
- Allanblackia kimbiliensis
- Allanblackia kisonghi
- Allanblackia marienii
- Allanblackia parviflora
- Allanblackia staneriana
- Allanblackia stuhlmannii
- Allanblackia ulugurensis